# Nerio Bernardi
Nerio Bernardi, all'anagrafe Nerino Aristide Gaetano Vincenzo Bernardi (Bologna, 23 luglio 1899 – Roma, 12 gennaio 1971), è stato un attore italiano.

## Biografia

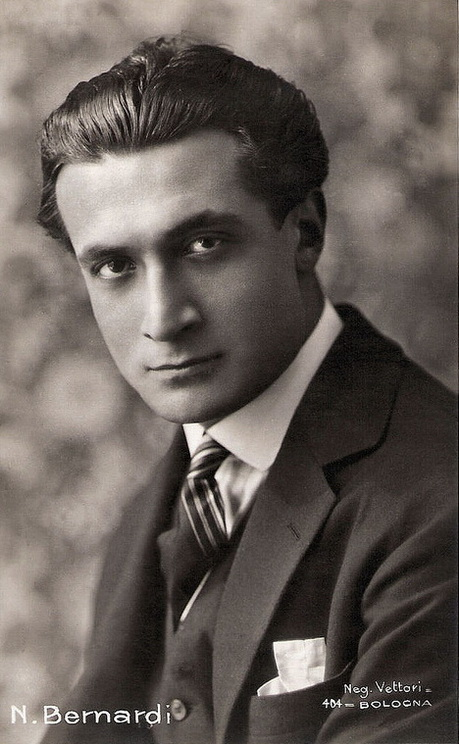
Nerio Bernardi nel 1920

Dopo aver studiato matematica e medicina, passò a contrappunto e composizione, e infine si dedicò alla recitazione: in teatro, facendo ditta nel 1938 con Romano Calò e Olga Solbelli, e in seguito nel cinema (lo si ricorda al fianco di Totò in commedie come Il medico dei pazzi, 1954, e Siamo uomini o caporali, 1955, ma anche in film drammatici come La lunga notte del '43, 1960, di Florestano Vancini). 
Nel 1933 interpretò Demetrio in Sogno di una notte di mezza estate di William Shakespeare per la regia di Max Reinhardt al fianco di Carlo Lombardi, Cele Abba, Giovanni Cimara, Rina Morelli, Sarah Ferrati, Cesare Bettarini, Armando Migliari, Ruggero Lupi, Luigi Almirante, Giuseppe Pierozzi, Memo Benassi, Evi Maltagliati ed Eva Magni nel Giardino di Boboli e il re di Castiglia nella prima assoluta di La rappresentazione di Santa Uliva di Ildebrando Pizzetti nel Chiostro Grande della Basilica di Santa Croce di Firenze con la Morelli, Bettarini, Benassi, Andreina Pagnani, Lupi, Lombardi, la Ferrati, Migliari e Cimara per la regia di Jacques Copeau. Nel 1938 interpretò la parte di Orlando in Come vi piace di Shakespeare per la regia di Copeau con Massimo Pianforini, Enzo Biliotti, Sandro Ruffini, Guido Gatti, Fernando Farese, Umberto Melnati, Pierozzi, Franco Scandurra, Checco Rissone, Nella Bonora, Letizia Bonini e Zoe Incrocci al Giardino di Boboli.
Nel 1940 fu il protagonista in Arlecchino, ovvero Le finestre di Ferruccio Busoni per la regia di Corrado Pavolini al Teatro La Fenice di Venezia.
Durante la seconda guerra mondiale si recò in Spagna, dove girò, curando anche il doppiaggio, alcuni film.
Nel 1952 fu Selim Bassa ne Il ratto dal serraglio di Mozart per la regia di Ettore Giannini al Teatro alla Scala di Milano, protagonista Maria Callas. Dal medesimo anno, iniziò ad insegnare trucco e comportamento scenico all'Accademia d'arte drammatica "Silvio D'Amico" di Roma.

## Filmografia parziale

Nerio Bernardi nel film Coriolano, eroe senza patria (1964)

- Marinella, regia di Raimondo Scotti (1918)
- Rebus, regia di Alfredo Masi (1918)
- Il gorgo fascinatore, regia di Mario Caserini (1919)
- La casa in rovina, regia di Amleto Palermi (1920)
- Il mulino, regia di Camillo De Riso (1920)
- Musica profana, regia di Mario Caserini (1920)
- La buona figliola, regia di Mario Caserini (1920)
- La modella, regia di Mario Caserini (1920)
- Fior d'amore, regia di Mario Caserini (1921)
- L'eredità di Caino, regia di Giuseppe Maria Viti (1921)
- Caterina, regia di Mario Caserini (1921)
- La maschera, regia di Ivo Illuminati (1921)
- La voce del cuore, regia di Mario Caserini (1921)
- Il filo d'Arianna, regia di Mario Caserini (1921)
- Giovanna la pallida, regia di Ivo Illuminati (1921)
- Una notte senza domani, regia di Gian Bistolfi (1921)
- Nero regia di J. Gordon Edwards (1922)
- Tempo massimo, regia di Mario Mattoli (1934)
- Teresa Confalonieri, regia di Guido Brignone (1934)
- Porto, regia di Amleto Palermi  (1935)
- Fiat voluntas Dei, regia di Amleto Palermi (1936)
- Re di danari, regia di Enrico Guazzoni (1936)
- Il corsaro nero, regia di Amleto Palermi (1937)
- Mille chilometri al minuto!, regia di Mario Mattoli (1939)
- Lucrezia Borgia, regia di Hans Hinrich (1939)
- Una lampada alla finestra, regia di Gino Talamo (1940)
- Antonio Meucci, regia di Enrico Guazzoni (1940)
- L'ultimo ballo, regia di Camillo Mastrocinque (1941)
- Fedora, regia di Camillo Mastrocinque (1942)
- Gioco pericoloso, regia di Nunzio Malasomma (1942)
- La pantera nera, regia di Domenico Gambino (1942)
- La maschera e il volto, regia di Camillo Mastrocinque (1942)
- A che servono questi quattrini?, regia di Esodo Pratelli (1942)
- La fabbrica dell'imprevisto, regia di Jacopo Comin (1942)
- Inviati speciali, regia di Romolo Marcellini (1943)
- Sempre più difficile, regia di Piero Ballerini (1943)
- I nostri sogni, regia di Vittorio Cottafavi (1943)
- Principessina di Tullio Gramantieri (1943)
- Quartieri alti, regia di Mario Soldati (1945)
- La signora delle camelie, regia di Carmine Gallone (1947)
- I due orfanelli, regia di Mario Mattoli (1947)
- Arrivederci, papà!, regia di Camillo Mastrocinque (1947)
- Legge di sangue, regia di Luigi Capuano (1948)
- Cuore, regia di Duilio Coletti (1948)
- Il grido della terra, regia di Duilio Coletti (1948)
- Adamo ed Eva, regia di Mario Mattoli (1949)
- Il figlio di d'Artagnan regia di Riccardo Freda (1949)
- Capitan Demonio, regia di Carlo Borghesio (1949)
- L'imperatore di Capri, regia di Luigi Comencini (1949)
- Totò cerca moglie, regia di Carlo Ludovico Bragaglia (1950)
- I cadetti di Guascogna, regia di Mario Mattoli (1950)
- La portatrice di pane, regia di Maurice Cloche (1950)
- È più facile che un cammello..., regia di Luigi Zampa (1950)
- Abbiamo vinto! di Robert Adolf Stemmle (1950)
- Bellezze in bicicletta, regia di Carlo Campogalliani (1951)
- Ha fatto 13, regia di Carlo Manzoni (1951)
- I falsari, regia di Franco Rossi (1951)
- Libera uscita, regia di Duilio Coletti (1951)
- Licenza premio, regia di Max Neufeld (1951)
- Core 'ngrato, regia di Guido Brignone (1951)
- La grande rinuncia, regia di Aldo Vergano (1951)
- Fanfan la Tulipe, regia di Christian-Jaque (1952)
- Solo per te Lucia, regia di Franco Rossi (1952)
- Fermi tutti... arrivo io!, regia di Sergio Grieco (1953)
- Il viale della speranza, regia di Dino Risi (1953)
- Bertoldo, Bertoldino e Cacasenno, regia di Mario Amendola e Ruggero Maccari (1953)
- La mano dello straniero, regia di Mario Soldati (1953)
- Se vincessi cento milioni, regia di Carlo Campogalliani e Carlo Moscovini (1953)
- Condannatelo!, regia di Luigi Capuano (1953)
- L'incantevole nemica, regia di Claudio Gora (1953)
- Teodora, regia di Riccardo Freda (1954)
- Il medico dei pazzi, regia di Mario Mattoli (1954)
- Il prigioniero del re, regia di Giorgio Venturini (1954)
- Siamo uomini o caporali, regia di Camillo Mastrocinque (1955)
- Altair, regia di Leonardo De Mitri (1955)
- La rivale, regia di Anton Giulio Majano (1955)
- L'angelo bianco, regia di Raffaello Matarazzo (1955)
- Totò all'inferno, regia di Camillo Mastrocinque (1955)
- Mi permette, babbo!, regia di Mario Bonnard (1956)
- Serenata a Maria, regia di Luigi Capuano (1957)
- Sorrisi e canzoni, regia di Luigi Capuano (1958)
- Caterina Sforza, la leonessa di Romagna, regia di Giorgio Walter Chili (1959)
- I Reali di Francia, regia di Mario Costa (1959)
- Totò, Eva e il pennello proibito, regia di Steno (1959)
- La lunga notte del '43, regia di Florestano Vancini (1960)
- Un canto nel deserto, regia di Marino Girolami (1960)
- I cosacchi, regia di Giorgio Rivalta e Viktor Turžanskij (1960)
- Il vigile, regia di Luigi Zampa (1960)
- La guerra di Troia, regia di Giorgio Ferroni (1961)
- Le baccanti, regia di Giorgio Ferroni (1961)
- Lo sparviero dei Caraibi, regia di Piero Regnoli (1962)
- Totò contro Maciste, regia di Fernando Cerchio (1962)
- Zorro alla corte di Spagna, regia di Luigi Capuano (1962)
- Giulio Cesare, il conquistatore delle Gallie (1963)
- Ercole contro Moloch, regia di Giorgio Ferroni (1963)
- Zorro e i tre moschettieri, regia di Luigi Capuano (1963)
- L'invincibile cavaliere mascherato, regia di Umberto Lenzi (1963)
- Gli imbroglioni, regia di Luigi Fulci (1963)
- Coriolano, eroe senza patria, regia di Giorgio Ferroni (1964)
- La vendetta dei gladiatori, regia di Luigi Capuano (1964)
- Sansone contro il corsaro nero, regia di Luigi Capuano (1964)
- La montagna di luce, regia di Umberto Lenzi (1965)
- Gli amanti latini, regia di Mario Costa (1965)
- Le notti della violenza, regia di Roberto Mauri (1966)
- Il Santo prende la mira (Le Saint prend l'affût), regia di Christian-Jaque (1966)
- Il magnifico texano, regia di Luigi Capuano (1967)
- Wanted Johnny Texas, regia di Emimmo Salvi (1967)
- Salvare la faccia, regia di Rossano Brazzi (1969)
- Le tigri di Mompracem, regia di Mario Sequi (1970)
- Coralba, regia di Daniele D'Anza (1970, miniserie televisiva)

## Prosa radiofonica Eiar
- Le finestre, capriccio scenico, testo e musica di Ferruccio Busoni, regia di Bruno Bruni, trasmessa il 30 gennaio 1940

## Prosa televisiva Rai
- Romolo il grande di Friedrich Dürrenmatt, regia di Daniele D'Anza, trasmessa il 23 aprile 1971.

## Doppiaggio
- Richard Conte in Prigionieri di Satana
- Donald Crisp in Com'era verde la mia valle
- Cedric Hardwicke in Il sospetto
- Carl Frank in La signora di Shanghai
- Basil Rathbone in Il segno di Zorro
- George Sanders in Il figlio della furia